# Ranko Ostojić
Ranko Ostojić (ur. 3 października 1962 w Splicie) – chorwacki polityk i prawnik, parlamentarzysta, od 2011 do 2016 minister spraw wewnętrznych, od 2013 do 2016 również wicepremier.

## Życiorys
Ukończył w 1988 studia prawnicze na Uniwersytecie w Splicie. Pracował w różnych przedsiębiorstwach w rodzinnej miejscowości. W 1990 dołączył do Socjaldemokratycznej Partii Chorwacji, należał do niej do 2000. W latach 2001–2004 był asystentem ministra spraw wewnętrznych i jednocześnie dyrektorem chorwackiej policji. Powrócił następnie do działalności biznesowej (w ramach firmy Slobodna Dalmacija) oraz do aktywności partyjnej, w 2008 wchodząc w skład władz krajowych SDP. W 2007 i 2011 wybierany na posła do Zgromadzenia Chorwackiego.
W grudniu 2011 objął urząd ministra spraw wewnętrznych w rządzie Zorana Milanovicia. W lipcu 2013 dodatkowo powierzono mu funkcję wicepremiera. W 2015 ponownie wybrany do krajowego parlamentu. W styczniu 2016 zakończył pełnienie funkcji rządowych. W przedterminowych wyborach w tym samym roku z powodzeniem ubiegał się o poselską reelekcję. W listopadzie 2016 kandydował na przewodniczącego SDP, przegrywając w drugiej turze partyjnego głosowania z Davorem Bernardiciem. Został wybrany do rady żupanii splicko-dalmatyńskiej. W 2024 ponownie uzyskał mandat posła do chorwackiego parlamentu.

## Życie prywatne
Ranko Ostojić jest żonaty, ma dwoje dzieci.